# Helmut Ditsch
 (novembre 2011).
Si vous disposez d'ouvrages ou d'articles de référence ou si vous connaissez des sites web de qualité traitant du thème abordé ici, merci de compléter l'article en donnant les références utiles à sa vérifiabilité et en les liant à la section « Notes et références ».
 (février 2019).
Le contenu est difficilement compréhensible vu les erreurs de traduction, qui sont peut-être dues à l'utilisation d'un logiciel de traduction automatique.
Helmut Ditsch (né le 6 juillet 1962 à Villa Ballester, Argentine) est un peintre austro-argentin. Dans son travail il traite des phénomènes naturels extrêmes de la montagne, du désert, des glaces et d’eau. Comme ancien grimpeur extrême l’artiste exprime les expériences de nature dans ses cadres. Le travail de l’artiste est classé dans le Réalisme post-médiale.

## Vie

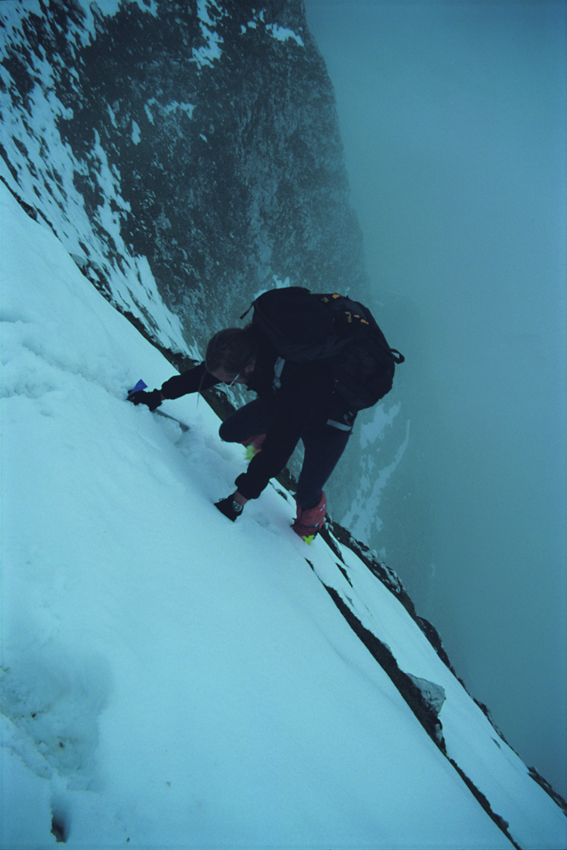
Helmut Ditsch dans la Nordkette à Tyrol/Autriche 1997

Les grands-parents de Helmut Ditsch étaient originaires d’Autriche, d’Allemagne et d’Italie du Nord et ont émigré vers l’Argentine après la Première Guerre mondiale.
La mort précoce de sa mère fait que le thème de la vie et de la mort caractérise et interpelle l'artiste. À l’âge de 8 ans, il connaît les Andes et la Pampa ce qui a des conséquences sur sa vie et création future.
En 1983 Helmut Ditsch commence à travailler comme artiste indépendant. Après deux ans il interrompt son travail artistique à cause de premières expériences négatives avec des galeries de peinture. A la place, il réalise des nombreuses expéditions aux Andes et devient un grimpeur extrême.
En 1986 il recommence la peinture. Les expériences acquises lors des séjours en montagne influencent sa création artistique, il s’absente de plus en plus du surréalisme. Pour lui, la peinture et l’expérience de la nature sont une analogie.
En 1988 Helmut Ditsch s'installe en Autriche pour étudier la peinture. En 1993 il reçoit son diplôme avec mention à l’Académie des beaux-arts de Vienne. Son professeur est l'artiste Ulrich Gansert.
Un an plus tard il installe son atelier près de la capitale autrichienne. À Meran il fait la connaissance de l’alpiniste Reinhold Messner, et depuis il coopère avec lui de façon répétée.
Lors des années suivantes Helmut Ditsch réalise d’autres expéditions en montagne dont un séjour isolé dans les Alpes autrichiennes pendant des semaines pour étudier la peinture “Das Gebirge“. Il fait toujours des voyages, dans la nature, à la recherche des motifs pour ses cadres.
En outre de la peinture Helmut Ditsch se consacre au dessin de mode, de voitures, d’avions et à la production de vin. Il est invité par des universités à faire des exposés.
En 2000 l’artiste austro-argentin installe son atelier en Irlande, où il vit et travaille depuis.
En août 2010 Helmut Ditsch fait sensation avec la vente de la peinture “Das Meer II“. Le prix de 865 000 $ bat le record historique pour une œuvre d’art argentine et transforme Ditsch en l’artiste vivant le plus cher dans son pays d’origine.

## Œuvres (sélection)
- Cycle IV, 1991
- Über dem Güßfeldt-Gletscher, 1993
- Cerro Ameghino, 1994
- Aconcagua, 1994
- Klagenfurt Becken, 1996
- Death Valley IV, 1996
- Mountain Range, 1998-1999
- Death Valley ?, 1995-2000
- The Answer, 1997-2000
- Ötscher, 1998-2000
- Descalza, 1999-2000
- Point Of No Return, 2001
- Das Eis und die vergängliche Ewigkeit, 2001-2002
- The ten commandments II, 2002
- Los Hielos, 2002
- Cosmigonon, 2002
- Traunsee, 2003
- Das Meer I, 2004
- Cafayate, 2004
- Perito Moreno, 2004
- Also Sprach Zarathustra, 2004
- Das Meer II, 2005
- Point Of No Return II, 2006
- K2, 2006

## Prix
- 1990 Meisterschulpreis de la Académie des beaux-arts de Vienne
- 1993 Würdigungspreis Ministère fédéral de la Science d'Autriche
- 1997 Sonderpreis Bau Holding Kunstforum
- 2010 Citoyen d'honneur du Partido de General San Martín Buenos Aires.
- 2012 Prix Culturel Dr Arturo Jauretche
- 2012 Diplôme de maîtrise honoris causa de la Universidad Nacional de General San Martín (UNSAM)

## Expositions
- 1983 Municipalidad de San Martín, Buenos Aires, Argentine
- 1983 Centro Cultural Teatro San Martín, Buenos Aires, Argentine
- 1995 Hipp-Halle, Gmunden ; Autriche
- 1997 Bau Holding Kunstforum, Klagenfurt, Autriche
- 2001 Museo Nacional de Bellas Artes, Buenos Aires, Argentine
- 2001 Museo Nacional de Bellas Artes, Santiago du Chili, Chili
- 2002 "Meister/Werke im Belvedere", Musée du Palais du Belvédère (Vienne), Autriche
- 2003 Kunsthalle Krems, Krems, Autriche
- 2005 "The Triumph Of Nature", “tresor”, Vienne, Autriche
- 2006 "The Triumph Of Nature", à la Casa Ditsch, Lesachtal, Autriche
- 2010 Heldenplatz, Vienne, Autriche

## Participation à des expositions (sélection)
- 1990 "Meisterschule Brauer Oberes Belvedere ’90", Musée du Palais du Belvédère (Vienne), Autriche
- 1991 "Die Kunst", Messepalast, Vienne, Autriche
- 1992 Städtische Galerie Wiener Neustadt, Autriche
- 1994 "Realismus heute", Musée de la ville d'Erlangen, Allemagne
- 1994 "Kick off", Académie des beaux-arts de Vienne, Autriche
- 1998 "Über die Berge", Niederösterreichisches Landesmuseum, St. Pölten, Autriche
- 1999 "10. Faistauer-Preis 1999", Galerie im Traklhaus, Salzbourg, Autriche
- 2000 "Malerei: Österreichische KünstlerInnen heute", Graphische Sammlung "Albertina" und Suppan Contemporary, Vienne, Autriche
- 2001 "Festészet nevében", Szépmüvészeti Múzeum, Budapest, Hongrie
- 2001 "I Bienal Internacional de Arte de Buenos Aires", Museo Nacional de Bellas Artes, Córdoba, Argentine
- 2002 "Mo(u)numental", Ferdinandeum, Innsbruck, Autriche
- 2002 "Schöne Aussicht", Kunst Merano, Italie
- 2004 "Phänomen Landschaft", Niederösterreichisches Landesmuseum, St. Pölten, Autriche
- 2004 Messner Mountain Museum, Sulden, Italie
- 2004 Strabag Artlounge, Vienne, Autriche
- 2005 "Figur und Wirklichkeit - das BA-CA Kunstforum on tour“, Ferdinandeum, Innsbruck, Autriche
- 2006 "Einblicke", Werke aus der Kunstsammlung der Oesterreichischen Nationalbank Europäische Zentralbank, Frankfurt am Main, Allemagne
- 2006 32ª Feria Internacional del Libro de Buenos Aires, Buenos Aires, Argentine
- 2008 Expo 2008, Saragosse, Espagne
- 2012-2013 Exposition spéciale Die Hohen Tauern, Musée de Salzbourg, Autriche

## Cadres dans les expositions permanentes (sélection)
- Messner Mountain Museum Firmian: Aconcagua, The answer, K2
- Messner Mountain Museum Ortles: Perito Moreno
- Niederösterreichisches Landesmuseum: Ötscher
- Strabag Kunstforum: The Last Day
- Sammlung BIG (Bundes Immobilien Gesellschaft):
  - Landesgericht Klagenfurt: Klagenfurter Becken
  - Bezirksgericht Spittal an der Drau: Das Eis und die vergängliche Ewigkeit
  - Bundes Polizei Direktion Villach: Großglockner II
  - Finanzamt Villach: Cafayate, Das Meer III
  - Stadtgalerie Klagenfurt: Großglockner I

## Publications
- Carl Aigner: The Triumph of Nature. The Paintings of Helmut Ditsch (Monographie). Prestel Munich, Berlin, London, New York, 2005,  (ISBN 3-7913-3269-4)
- Carl Aigner: Helmut Ditsch: The Triumph of Painting (Monographie). Prestel Munich, Berlin, London, New York, 2009,  (ISBN 978-3-7913-4209-2)